# Heinrich Brüning
 Der er for få eller ingen kildehenvisninger i denne artikel, hvilket er et problem. Du kan hjælpe ved at angive troværdige kilder til de påstande, som fremføres i artiklen.

Heinrich Aloysius Maria Elisabeth Brüning (26. november 1885 – 30. marts 1970) var en tysk politiker, der i slutningen af Weimarrepublikken var tysk rigskansler.

## Biografi
Heinrich Brüning var født i Münster, og hans far, der var vinhandler, døde, da Heinrich blot var et år gammel. I faderens sted blev Heinrichs ældre bror, Hermann Joseph, en vigtig faktor i hans opvækst. Efter gymnasietiden studerede han jura i München, senere blandt andet filosofi og historie i Strassbourg. Efterfølgende rejste han til London for at studere nationaløkonomi. Han vendte hjem og skrev i Bonn sin doktordisputats inden for økonomi, som blev afleveret i 1915.
Under 1. verdenskrig meldte han sig som frivillig og blev løjtnant i et infanteriregiment. Han modtog i den forbindelse jernkorset af 1. grad. 
Efter krigens afslutning havde han ikke lyst til at forfølge en akademisk karriere, men søgte i stedet – som indædt modstander af Novemberrevolutionen – at give en hjælpende hånd til nødlidende, især afmønstrede soldater. Senere blev han assistent for Adam Stegerwald, der var velfærdsminister, og derigennem blev han udnævnt til direktør for de kristne fagforeninger, en post han holdt 1920-30. 
Brüning blev mere og mere aktiv politisk engageret, og i 1924 blev han valgt ind i den tyske Reichstag som medlem af Zentrum-partiet. Med sin akademiske baggrund inden for økonomi blev han snart en vigtig person, og han stod bag "lex Brüning", der begrænsede skattetrykket. Han havde generelt en forsigtig tilgang til statens økonomi og var imod offentlige lønstigninger og luksus i forvaltningen. Han blev i 1928 tillige valgt ind i det preussiske parlament, og i 1929 blev han gruppeleder for sit parti i Rigsdagen.
I 1930 brød koalitionsregeringen under ledelse af socialdemokraten Hermann Müller sammen. Herefter blev Brüning udpeget som ny kansler 29. marts. Han kom til magten under depressionen, og en af hans første udmeldinger var, at han ville sørge for, at Tyskland slap ud af gælden efter krigen, hvilket krævede en yderst stram og upopulær økonomisk politik. 
Imidlertid gik Rigsdagen ret hurtigt imod Brünings ideer. Dette blev anledningen til, at præsident Paul von Hindenburg, der var ivrig efter at begrænse Rigsdagens magt, til at udskrive nyvalg. Ved dette valg led partierne bag den tidligere koalitionsregering nederlag, og fløjene vandt frem i form af kommunister og nazisterne. Resultatet var uheldigt for Brüning, der ikke var i stand til at skabe et holdbart flertal og blev nødsaget til at basere sin regering på dekreter fra præsidenten ("Notverordnung") og derved gå bag parlamentet, der måtte finde sig i det.
Hindenburg besluttede at styre med basis i partierne på højrefløjen, men et mindre parti var ikke indstillet på at støtte Brünings regering.  I stedet måtte Brüning regere på basis af sit eget Zentrum-parti og socialdemokraterne til Hindenburgs fortrydelse.
I 1932 var der præsidentvalg, hvor Hindenburg stillede op mod Adolf Hitler. Zentrum-partiet støttede ivrigt Hindenburg, der blev genvalgt. Imidlertid var Hindenburg ikke glad for at have vundet med venstre- og centrumstemmer, og da en preussisk gruppe over for Hindenburg kaldte Brüning for en "land-bolsjevik", forlangte Hindenburg, at Brüning gik af, men vedblev at være udenrigsminister. Det sidste afslog Brüning, der afgik fra posten som kansler 30. maj 1932.
Efter Hitlers magtovertagelse var Brüning i begyndelsen en aktiv modstander af denne, men da nazisterne overtog magten, blev han nødt til at flygte, og han slog sig ned i Storbritannien i første omgang. I 1939 rejste han til Harvard University, hvorfra han advarede politikerne om faren ved Hitlers planer, hvilket dog ikke blev taget alvorligt. [kilde mangler].
Efter 2. verdenskrig vendte Brüning tilbage til fædrelandet og underviste på universitetet i Köln. Han var dog ikke tilfreds med den politiske situation  og flyttede igen til USA, hvor han levede til sin død.